# Vachellia aroma
Vachellia aroma é uma espécie de leguminosa do gênero Vachellia, pertencente à família Fabaceae.